# Сиуански језици
Сиуански језици (или сиуанско–катобски језици) су језичка породица која је заступљена у Северној Америци. Већином језика се говорило на Великим равницама, а мањим делом на истоку, у мањим изолованим заједницама. Језицима из ове породице говоре народи из сиуанске породице народа.

## Име
Аутори који целу породицу језика називају сиуански језици, две гране сиуанских језика називају западносиуански и источносиуански језици или „прави сиуански“ и „катобски“ језици. Други аутори који ограничавају име „сиуански“ само на западну грану, целу породицу називају „сиуанско-катобски“ језици, а источну грану називају катобски језици.

## Класификација
Сиуански језици се деле на две гране, а то су западносиуански језици и источносиуански или катобски језици. Западносиуански језици се даље могу поделити на кроу-хидаца (сиуанске реке Мисури), мандански, централносиуанске (сиуанске долине Мисисипија) и југоисточносиуанске (сиуанске долине Охаја) језике. Источносиуански или катобски језици су катобски и воконски језици.
- Западносиуански језици:
  - Кроу-хидаца језици (сиуански реке Мисури)
    - 1. Кроу језик
    - 2. Хидаца језик (гровантријски)

  - Мандански сиуански језици
    - 3. Мандански језик
      - Нуптаре дијалекат
      - Нуетаре дијалекат

  - Централносиуански језици (сиуански долине Мисисипија)
    - 4. Мичигамеа језик
    - Сијукшко-асинибојнско-стоунски језици (дакотски)
      - 5. Сијукшки језик
        - Санти–сисетон дијалекат (санти, источни сијукшки, источни дакота)
          - Санти поддијалекат
          - Сисетон поддијалекат

        - Јанктон–јанктонаи дијалекат (јанктон, централни сијукшки, западни дакота)
          - Јанктон поддијалекат
          - Јанктонаи поддијалекат

        - Лакота дијалекат (лакхота, тетон, западни сијукшки)
          - Северни лакота поддијалекат
          - Јужни лакота поддијалекат

      - 6. Асинибојнски језик (накота, накода, накона)
      - 7. Стоунски језик (албертски асинибојнски, накода)

    - Чиверско–винебагошки језици
      - 8. Чиверски језик (ајовско-отоанско-мисуријски) (†)
        - Ајовски дијалекат
        - Отоански дијалекат
        - Мисуријски дијалекат

      - 9. Винебагошки језик

    - Дегихански језици
      - 10. Омаха–понка језик
        - Омаха дијалекат
        - Понка дијалекат

      - 11. Канзашко–осејџијски језик
        - Канзашки дијалекат (†)
        - Осејџијски дијалекат

      - 12. Квапаушки језик (арканзашки)

  - Југоисточносиуански језици (сиуански долине Охаја) (†)
    - Вирџинијски сиуански језици (тутело) (†)
      - 13. Тутело-сапони језик (монакан) (†)
      - 14. Монетонски језик (†)

    - Мисисипијски сиуански језици (офско-билоксијски) (†)
      - 15. Билоксијски језик (†)
      - 16. Офски језик (†)
- Источносиуански или катобски језици:
  - 17. Катобски језик (†)
  - 18. Воконски језик (†)

Изумрли језици су означени са (†) 
Од језика којима се говорило на истоку, вирџинијски сиуански језици су међусобно били блиско сродни, а катобански и воконски нису били блиско сродни један са другим. 

## Везе са другим језицима
Могуће је да је језички изолат јучи најсроднији језик овој породици.
У 19. веку, енглески линвгиста Роберт Латам ја изнео тезу да су сиуански језици сродни кадоанским и ирокешким језицима. Касније су лингвисти Луис Ален 1930-их и Волас Чејф 1960-их и 1970-их, истраживали везу између сиуанских и кадоанских језика. Маријан Митун је 1990-их направила компаративну анализу морфологије и синтаксе све три породице. Данас се сматра да хипотеза о постојању „макросиуанских језика” није доказана, а сличности између ових породица су можда последица тога што су њихови прајезици били и језичком савезу.